# 캐스린 주스틴
캐스린 주스턴(Kathryn Joosten, 1939년 12월 20일 ~ 2012년 6월 2일)은 미국의 배우이다.

## 출연 작품
- 위시 위자드 (2011)
- 메가 파이톤 VS 게토로이드 (2011)
- 더 베이크 샵 고스트 (2009)
- 앨빈과 슈퍼밴드 2 (2009)
- 베드타임 스토리 (2008)
- 레일즈 앤드 타이즈 (2007)
- The TV Set (2006)
- 아버지와 아들들 (2005)
- 웨딩 크래셔 (2005)
- 호스티지 (2005)
- 브레이킹 돈 (2004)
- 레드 로즈 앤 페트롤 (2003)
- 헬레이저 5 (2000)
- 키스 토레도 굿바이 (1999)
- 피닉스 (1998)
- 또다른 진실 (1995)
- 그랜드뷰, U.S.A. (1984)

### 텔레비전
- The Drew Carey Show (1998-2003)
- 웨스트 윙 (1999-2002)
- 탐정 몽크 (2003, 2008)
- 조안 오브 아카디아 (2003-05)
- 위기의 주부들 (2005-12)